# Ког
Ког (на словенски: Kog) е село в Словения, Подравски регион, община Ормож. Според Националната статистическа служба на Република Словения през 2015 г. селото има 222 жители.